# Domenico Sciassia
Domenico Sciassia oder Sciascia (* 1599/1603 in Roveredo (Schweiz); †  19. Februar 1679 in Graz) war ein Baumeister und Architekt des Frühbarock in der Steiermark und Niederösterreich.

## Leben
Domenico Sciassia trat ab 1635 als Mitarbeiter von Cypriano Biasino bei Arbeiten am Stift Göttweig in Erscheinung. 1654 heiratete er Biasinos Stieftochter.
Für die Krypta in Göttweig soll er bereits allein verantwortlich gewesen sein. 
Bereits ab 1638 oblag ihm die Neugestaltung des Stiftes Lilienfeld, ab 1639 auch des Stiftes St. Lambrecht. Er schuf die markante Dreiturmfassade der Basilika von Mariazell, entwarf den ehemaligen Stiftshof St. Lambrecht, der heute das Landesmuseum Joanneum beherbergt, weiters etwa die Pfarrkirchen in St. Veit (Graz, 1657–1662, noch von der Renaissance geprägt), Judenburg und Köflach sowie die Stiftskirche Vorau. 1668 entwarf er die Langhausfassaden der Stiftskirche Göttweig.
Darüber hinaus war er am Bau des Kapuzinerklosters Und bei Krems und der Wallfahrtskirche Maria Taferl beteiligt. Eine Gedenktafel befindet sich im Lesliehof in Graz.
Sciassia ist in einer Gruft in der Basilika Mariazell beigesetzt.